# Wahlkreis Koblenz
Der Wahlkreis Koblenz (Wahlkreis 9) ist ein Landtagswahlkreis in Rheinland-Pfalz. Er umfasst das gesamte linksrheinische Gebiet der kreisfreien Stadt Koblenz. Das rechtsrheinische Gebiet der Stadt gehört zum Wahlkreis Koblenz/Lahnstein.

## Wahl 2021
Für die Landtagswahl 2021 traten folgende Kandidaten an:
| Direktkandidaten            | Partei           | Wahlkreisstimmen in % | Landesstimmen in % |
| --------------------------- | ---------------- | --------------------- | ------------------ |
| Anna Köbberling             | SPD              | 28,7 %                | 31,3 %             |
| Stephan Otto                | CDU              | 27,6 %                | 27,3 %             |
| Joachim Paul                | AfD              | 5,8 %                 | 5,9 %              |
| Herbert Mertin              | FDP              | 5,8 %                 | 5,8 %              |
| Carl-Bernhard von Heusinger | Grüne            | 17,2 %                | 14,7 %             |
| Tobias Christmann           | Die Linke        | 3,5 %                 | 3,4 %              |
| Christian Altmaier          | Freie Wähler     | 7,8 %                 | 4,3 %              |
| Marieluise Salm             | Piraten          | 1,5 %                 | 0,9 %              |
| –                           | ÖDP              | –                     | 0,8 %              |
| –                           | Klimaliste       | –                     | 0,9 %              |
| Ian De Friend               | Die PARTEI       | 2,0 %                 | 1,5 %              |
| –                           | Tierschutzpartei | –                     | 1,3 %              |
| –                           | Volt             | –                     | 1,7 %              |

Anna Köbberling, die 2017 für David Langner in den Landtag nachgerückt war, verteidigte das Direktmandat der SPD. Über die Landeslisten zogen Joachim Paul (AfD), Herbert Mertin (FDP) und Carl-Bernhard von Heusinger (Grüne) in den Landtag ein.

## Wahl 2016
Die Ergebnisse der Wahl zum 17. Landtag Rheinland-Pfalz vom 13. März 2016:
| Direktkandidaten                  | Partei       | Wahlkreisstimmen | Landesstimmen |
| --------------------------------- | ------------ | ---------------- | ------------- |
| David Langner                     | SPD          | 34,7 %           | 35,3 %        |
| Andreas Biebricher                | CDU          | 32,1 %           | 31,8 %        |
| Nils Wiechmann                    | GRÜNE        | 9,0 %            | 7,5 %         |
| David Josef Hennchen              | FDP          | 6,0 %            | 6,7 %         |
| Frédéric Helmut Mayé              | DIE LINKE    | 4,3 %            | 4,3 %         |
| Stephan Wefelscheid               | Freie Wähler | 3,9 %            | 2,1 %         |
| Marieluise Salm                   | PIRATEN      | 1,5 %            | 1,3 %         |
| Joachim Paul                      | AfD          | 8,5 %            | 9,4 %         |
| –                                 | Sonstige     | –                | 1,6 %         |
| Wahlberechtigte: 65.060 Einwohner |              |                  |               |
| Wahlbeteiligung: 66,1 %           |              |                  |               |

- Direkt gewählt wurde David Langner (SPD). Nachdem dieser Staatssekretär im Ministerium für Soziales, Arbeit, Gesundheit und Demografie geworden war, rückte Anna Köbberling zum 18. Mai 2016 für ihn in den Landtag nach.[6] Über die Landesliste wurde Joachim Paul (AfD) in den Landtag gewählt.

## Wahl 2011
Die Ergebnisse der Wahl zum 16. Landtag Rheinland-Pfalz vom 27. März 2011:
| Direktkandidaten                  | Partei       | Wahlkreisstimmen | Landesstimmen |
| --------------------------------- | ------------ | ---------------- | ------------- |
| Marion Lipinski-Naumann           | SPD          | 29,4 %           | 30,1 %        |
| Andreas Biebricher                | CDU          | 33,3 %           | 35,2 %        |
| Herbert Mertin                    | FDP          | 7,7 %            | 5,3 %         |
| Nils Wiechmann                    | GRÜNE        | 22,7 %           | 18,8 %        |
| –                                 | DIE LINKE    | –                | 3,6 %         |
| Michael Gross                     | Freie Wähler | 6,8 %            | 3,6 %         |
| –                                 | Sonstige     | –                | 3,5 %         |
| Wahlberechtigte: 62.925 Einwohner |              |                  |               |
| Wahlbeteiligung: 56,4 %           |              |                  |               |

- Direkt gewählt wurde Andreas Biebricher (CDU).[7]
- Nils Wiechmann (GRÜNE) wurde über die Landesliste (Listenplatz 6) in den Landtag gewählt.[9]

## Wahl 2006
Die Ergebnisse der Wahl zum 15. Landtag Rheinland-Pfalz vom 26. März 2006:
| Direktkandidaten                  | Partei   | Wahlkreisstimmen | Landesstimmen |
| --------------------------------- | -------- | ---------------- | ------------- |
| Heribert Heinrich                 | SPD      | 39,9 %           | 44,0 %        |
| Michael Hörter                    | CDU      | 39,6 %           | 34,4 %        |
| Herbert Mertin                    | FDP      | 9,8 %            | 8,5 %         |
| Nils Wiechmann                    | GRÜNE    | 7,7 %            | 5,9 %         |
| Rudolf Preuß                      | WASG     | 3,0 %            | 2,8 %         |
| –                                 | Sonstige | –                | 4,5 %         |
| Wahlberechtigte: 61.981 Einwohner |          |                  |               |
| Wahlbeteiligung: 52,1 %           |          |                  |               |

- 2006 wurde Heribert Heinrich (SPD) direkt gewählt. Er war von 1999 bis 2011 Mitglied des Landtags.[10]
- Michael Hörter (CDU) wurde über die Landesliste (Platz 29) in den Landtag gewählt. Er von 1996 bis 2011 Mitglied des Landtags.[12]
- Herbert Mertin (FDP) wurde über die Bezirksliste 1 (Listenplatz 2) in den Landtag gewählt. Er war von 1996 bis 2011 Mitglied des Landtags.[12]

## Wahlkreissieger
| Wahl | Name               | Partei | Stimmenanteil |
| ---- | ------------------ | ------ | ------------- |
| 1991 | Dieter Muscheid    | SPD    | 45,6 %        |
| 1996 | Michael Hörter     | CDU    | 45,9 %        |
| 2001 | Michael Hörter     | CDU    | 39,0 %        |
| 2006 | Heribert Heinrich  | SPD    | 39,9 %        |
| 2011 | Andreas Biebricher | CDU    | 33,3 %        |
| 2016 | David Langner      | SPD    | 34,7 %        |
| 2021 | Anna Köbberling    | SPD    | 28,7 %        |